# Giulio Manfredonia
Giulio Manfredonia (Roma, 3 novembre 1967) è un regista e sceneggiatore italiano.

## Biografia
Nipote del regista Luigi Comencini, dopo varie esperienze come aiuto regista di Antonio Albanese, Luigi e Cristina Comencini ha esordito come regista nel 2001, con la commedia fantastica Se fossi in te, nella quale i tre protagonisti, Emilio Solfrizzi, Gioele Dix e Fabio De Luigi, si scambiano le identità.
Allo stesso genere appartiene il successivo È già ieri (2004), remake della fortunata commedia statunitense Ricomincio da capo (Groundhog Day, 1993), con Antonio Albanese nel ruolo che fu di Bill Murray. Si può fare (2008) è invece ispirato alla storia vera di una cooperativa di ex pazienti di un manicomio gestita da un sindacalista e da uno psichiatra.
Nel 2011, 2012 e nel 2019 ha diretto nuovamente Antonio Albanese, questa volta nei panni del suo famoso personaggio di Cetto La Qualunque prima in Qualunquemente, a seguire con Tutto tutto niente niente, ed infine in Cetto c'è, senzadubbiamente, dove compaiono anche altri personaggi creati dal comico siculo-lombardo.

## Filmografia

### Regista

#### Cinema
- Se fossi in te (2001)
- Sono stato negro pure io – documentario (2002)
- È già ieri (2004)
- Si può fare (2008)
- Qualunquemente (2011)
- Tutto tutto niente niente (2012)
- La nostra terra (2014)
- Cetto c'è, senzadubbiamente (2019)
- Hotspot - Amore senza rete (2023)

#### Televisione
- Giornalisti – serie TV, 23 episodi (2000)
- Fratelli Detective – film TV (2009)
- Nemici amici - I promessi suoceri – film TV (2010)
- Sotto copertura – serie TV, 10 episodi (2015-2017)
- Non dirlo al mio capo – serie TV, 12 episodi (2016)
- Rocco Schiavone 2 – serie TV, 4 episodi (2018)
- L'isola di Pietro – serie TV (2018)
- Buongiorno, mamma! – serie TV, 12 episodi (2021)
- Fosca Innocenti - seconda stagione – serie TV, 4 episodi (2023)
- Le onde del passato – serie TV, 12 episodi (2025)

#### Cortometraggi
- Tanti auguri (1998)
- La primavera 2002 - L'Italia protesta, l'Italia si ferma (2002) - co-regista

### Sceneggiatore
- Se fossi in te, regia di Giulio Manfredonia (2001)
- È già ieri, regia di Giulio Manfredonia (2004)
- Si può fare, regia di Giulio Manfredonia (2008)
- Di me cosa ne sai, regia di Valerio Jalongo (2009)
- Qualunquemente, regia di Giulio Manfredonia (2011)
- Tutto tutto niente niente, regia di Giulio Manfredonia (2012)
- La nostra terra, regia di Giulio Manfredonia (2014)
- Cetto c'è, senzadubbiamente, regia di Giulio Manfredonia (2019)

## Riconoscimenti
- Nastro d'argento
  - 1999 – Miglior cortometraggio per Tanti auguri
  - 2009 – Miglior soggetto con Fabio Bonifacci per Si può fare, ex aequo con Diverso da chi?
  - 2009 – Candidatura a Miglior commedia per Si può fare
  - 2011 – Candidatura a Miglior commedia per Qualunquemente
- Mostra internazionale d'arte cinematografica di Venezia
  - 2005 Premio EIUC con Giobbe Covatta
- David di Donatello
  - 2009 – David giovani per Si può fare
  - 2009 – Candidatura a Miglior film con Angelo Rizzoli jr per Si può fare
  - 2009 – Candidatura a Miglior regista per Si può fare
  - 2009 – Candidatura a Miglior sceneggiatura con Fabio Bonifacci per Si può fare
- FICE
  - 2009 – Miglior film italiano per Si può fare
- Golden Graal
  - 2009 – Miglior regista di un film comico per Si può fare
- Festival italiano del cinema di Bastia
  - 2010 – Menzione speciale per Si può fare
  - 2010 – Candidatura al Gran premio della giuria per Si può fare